# The Blackstone Hotel
The Blackstone Hotel es un hotel histórico de 88,4 m de altura y 21 pisos en la esquina de Michigan Avenue y Balbo Drive en el distrito histórico de Michigan Boulevard en el área comunitaria Loop de Chicago, en el estado de Illinois (Estados Unidos). Construido entre 1908 y 1910, está inscrito en el Registro Nacional de Lugares Históricos. El Blackstone es famoso por albergar a invitados famosos, incluidos numerosos presidentes de los Estados Unidos, Por lo que fue conocido como el "Hotel de los presidentes" durante gran parte del siglo XX, y por aportar el término "sala llena de humo" al lenguaje político.

## Historia
El hotel y el establecimiento adyacente llamado entonces The Blackstone Theatre (ahora conocido como Merle Reskin Theatre ) fueron construidos en el sitio de la mansión de Timothy Blackstone por John y Tracy Drake, hijos del antiguo socio comercial de Blackstone, el magnate hotelero John Drake. John y Tracy Drake también desarrollaron el Drake Hotel. Su padre había sido director de Blackstone's Chicago and Alton Railroad. En el momento de la inauguración, el hotel y el teatro estaban ubicados en el extremo sur del distrito de teatros de Chicago en Michigan Avenue y Hubbard Court (que primero pasó a llamarse 7th Street y luego Balbo Drive).
El hotel abrió el 16 de abril de 1910. Fue nombrado en honor a Timothy Blackstone, un destacado político y ejecutivo de negocios de Chicago, quien se desempeñó como presidente fundador de Union Stock Yards, presidente de Chicago and Alton Railroad y alcalde de La Salle, Illinois. Fue construido de 1908 a 1910 y diseñado por Marshall y Fox. La construcción original se capitalizó en 1,5 millones de dólares (28,8 millones en la actualidad), incluida una emisión de bonos de 600 000 a 750 000 dólares por parte de Drake Hotel Company. En los años 1920, Drake Hotel Company emprendió algunos arreglos financieros que incluían extender su deuda para construir el Drake Hotel. Utilizaron el hotel Blackstone como garantía para un préstamo en 1927.
El desplome de Wall Street de 1929 repercutió en la industria hotelera, dejando a la Chicago Title and Trust Company con 30 hoteles de Chicago en suspensión de pagos y provocando que los Drake dejaran de pagar en 1932. El hotel acabó perteneciendo a Metropolitan Life, que tenía la hipoteca. MetLife arrendó el Blackstone al hotelero Arnold Kirkeby en 1936, y Kirkeby compró el hotel directamente en 1941. Kirkeby vendió el hotel a Sheraton Hotels en 1954 y pasó a llamarse Sheraton-Blackstone Hotel. El hotel sufrió problemas a fines de los años 1960, ya que el vecindario que lo rodeaba se deterioró, y Sheraton finalmente vendió la propiedad al hotelero local Mark Friedman el 12 de septiembre de 1973 por 5 millones de dólares y el hotel se convirtió de nuevo en el Blackstone Hotel. En 1995, el Blackstone fue vendido al Maharishi Mahesh Yogi.
El 29 de mayo de 1998, el hotel Blackstone fue designado como un hito de Chicago. El hotel fue agregado al Registro Nacional de Lugares Históricos el 8 de mayo de 1986. También es un distrito histórico que contribuye a la propiedad del distrito histórico de Michigan Boulevard de Chicago Landmark.
El hotel cerró en 2000 después de que los inspectores de edificios de la Administración de Seguridad y Salud Ocupacional encontraron problemas de seguridad durante una inspección de 1999. El propietario del edificio, Heaven on Earth Inns Corp, dirigido por Maharishi Mahesh Yogi, examinó varias opciones antes de vender la propiedad a Rubloff, Inc., que en 2001 anunció planes para convertir el edificio en condominios con un precio de hasta 8,5 millones de dólares. Los planes de Rubloff no tuvieron éxito debido a dificultades financieras y un mercado mediocre para los compradores de condominios de Blackstone. Incluso dos rondas de recortes de precios no fueron suficientes para estimular el interés en las oportunidades de condominios y la organización sin fines de lucro de Maharishi Mahesh Yogi no pudo obtener financiamiento. 
Los años de negligencia que siguieron al cierre del hotel afectaron la apariencia del edificio con el desmoronamiento de la fachada interior y exterior. En 2005, se anunció que el hotel se sometería a un pago de 112 millones dólares de renovaciones y adquisiciones (22 millones de los 112  millones esperados fue el costo asociado con la adquisición) con una apertura planificada en 2007 en un acuerdo entre Marriott International / Renaissance Hotels y Sage Hospitality, una empresa con sede en Denver. El proceso de restauración del hotel fue bastante largo debido a los grandes daños en el interior. Sage buscó 22 millones de dólares en financiamiento de incremento de impuestos de la Comisión de Desarrollo Comunitario de Chicago. Finalmente fueron aprobados por 18 millones de dólares en financiamiento de incremento de impuestos. El costo final de la restauración fue de $ 128 millones de dólares, de los cuales la ciudad de Chicago aportó 13,5 millones de dólares para mejoras en el frente de la calle, incluida la restauración y remodelación de más de 10 000 piezas de terracota decorativa, y créditos fiscales federales históricos porque el edificio es un hito histórico. El estado de Chicago Landmark requirió la supervisión de la renovación por parte de la Comisión de Monumentos de Chicago.

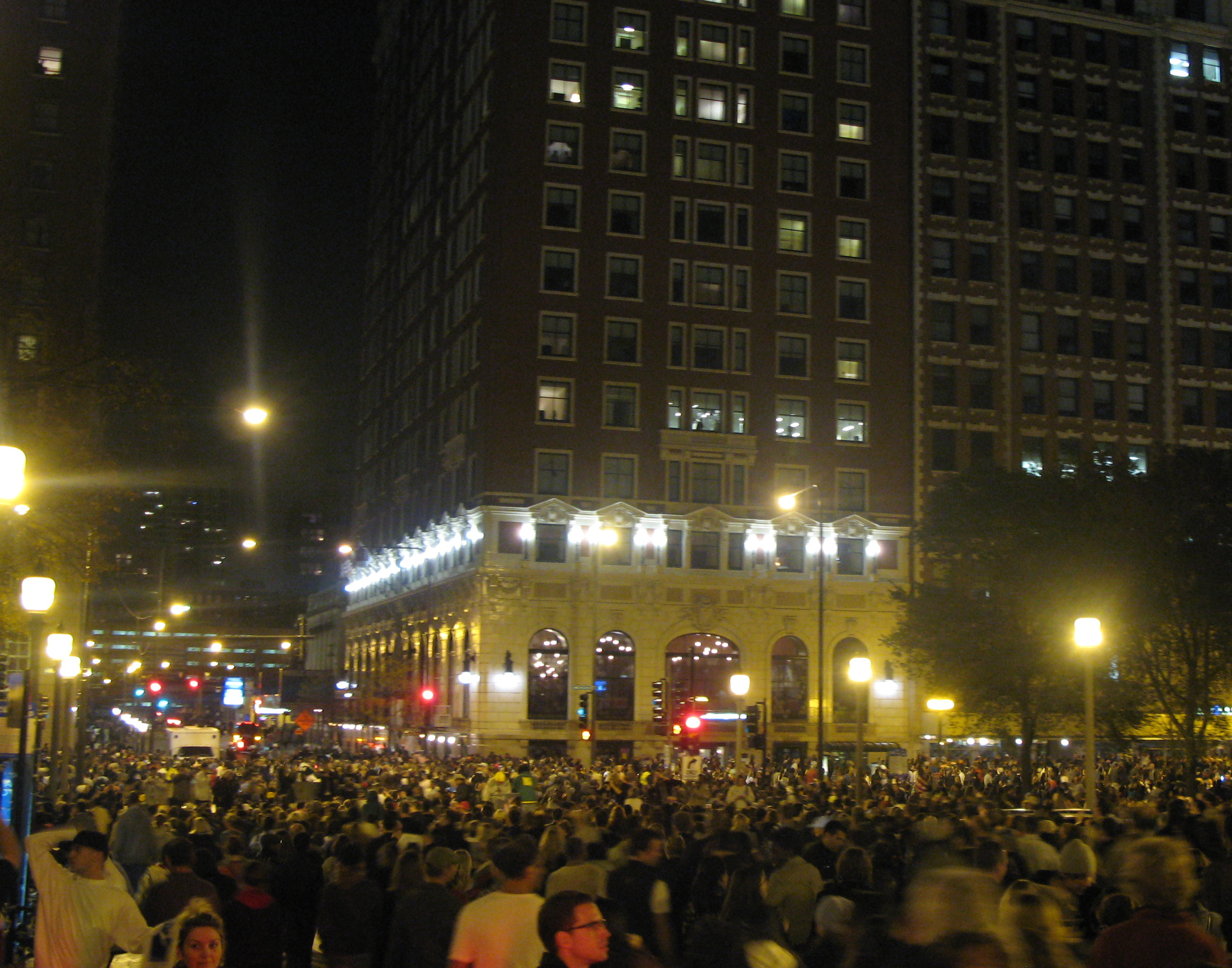
Vista a lo largo de Michigan Avenue fuera de The Blackstone de multitudes dejando Grant Park después del discurso de victoria electoral de 2008 de Barack Obama

Sage había estado interesado en la propiedad mucho antes de que se intentara la conversión del condominio. El recién restaurado Renaissance Blackstone Hotel reabrió al público el 2 de marzo de 2008, y celebró su gran reapertura el 30 de abril de 2008 con una ceremonia de inauguración. Las otras partes involucradas en la restauración fueron el arquitecto local Lucien Lagrange y la firma de diseño, desarrollo y adquisición de interiores del hotel Gettys, para el trabajo de diseño. James McHugh Construction Co. fue el responsable de la construcción. La empresa de ingeniería que se encargó de la renovación exterior fue Wiss, Janney, Elstner Associates, Inc.,
La restauración resultó en 332 habitaciones, 12 suites y 1229 m² de espacio para reuniones. El hotel de 21 pisos ahora está equipado con un club de salud, un centro de negocios y una cafetería a nivel de la calle con área para sentarse al aire libre. Como parte de las restauraciones, se restauraron lámparas y candelabros. Muchos de los detalles, como los accesorios de latón, varias de las estatuas y los candelabros originales, se habían vendido. Sin embargo, Sage pudo recomprar muchos de ellos en eBay y refabricar muchos otros. Las principales fachadas históricas fueron completamente restauradas, incluido el exterior adornado de terracota del hotel. Todos los pisos de las habitaciones de huéspedes fueron reconfigurados y ampliados dramáticamente. Algunos han descrito la restauración como "chillona".
Solo se conservaron dos habitaciones durante la restauración: la famosa "habitación llena de humo" del noveno piso y la suite presidencial original del décimo piso. Ambos conservaron sus pisos, chimeneas y formas estructurales originales. Sin embargo, el famoso pasaje oculto de la suite presidencial detrás de la chimenea, que permitió al presidente salir por la escalera este del hotel sin ser visto, se ha convertido en espacio de guardarropas. Las características notables que no sobrevivieron a la renovación fueron una barbería, que se ha convertido en una sala de reuniones alquilable llamada "la barbería", y el teatro, que se convirtió en el bar y restaurante de Blackstone. 
El 7 de junio de 2017, The Blackstone fue transferido de la división Renaissance Hotels de Marriott a su división Autograph Hotels y volvió a su nombre histórico, The Blackstone Hotel. La transición incluyó una renovación para actualizar el aspecto del hotel con una sensación histórica y contemporánea al revitalizar los productos blandos de las habitaciones, los espacios para reuniones y el vestíbulo. El hotel también abrió un bar en el vestíbulo llamado Timothy Hutch, que rinde homenaje al homónimo del hotel, Timothy Blackstone.

## Hotel y política
El Hotel Blackstone ha sido apodado "El Hotel de los Presidentes". Alguna vez fue considerado uno de los mejores hoteles de lujo de Chicago, y una docena de presidentes de Estados Unidos del siglo XX se han alojado en el hotel. Además, Blackstone también se ha convertido en parte de la historia de Chicago como la ciudad que ha albergado más convenciones de nominación presidencial de los Estados Unidos (26) que cualquier otra dos ciudades estadounidenses, una historia que se remonta a la Convención Nacional Republicana de 1860 organizada en el Wigwam. El Blackstone también recibió al primer presidente checoslovaco Tomáš Masaryk. El hotel tiene una sala especial diseñada para uso de los presidentes que estaba separada del resto del hotel por paredes ahuecadas en las que podía operar el Servicio Secreto. En 1911, el empresario y filántropo republicano Julius Rosenwald —en ese entonces presidente de Sears, Roebuck & Company— invitó al educador afroamericano Booker T. Washington ya unas pocas docenas de los principales ciudadanos de Chicago para discutir la recaudación de fondos para el Instituto Tuskegee de Washington. Washington se convirtió en el primer huésped afroamericano del hotel. Como resultado de la reunión, Rosenwald se convirtió en partidario y fideicomisario de Tuskegee, y al año siguiente inició una campaña para financiar la construcción y el apoyo de escuelas en todo el sur para proporcionar una educación a los niños negros, en el momento de su muerte la construcción de casi 5000 escuelas que educan a más de medio millón de niños afroamericanos.
En 1920, Warren G. Harding fue seleccionado como candidato republicano a la presidencia en Blackstone. Aunque la convención se estaba llevando a cabo en el Chicago Coliseum, un grupo de líderes republicanos se reunió en Blackstone la noche del 11 de junio para llegar a un consenso. Cuando Raymond Clapper de United Press informó sobre el proceso de toma de decisiones, el periodista declaró que se había realizado "en una habitación llena de humo ". La frase entró en el lenguaje político estadounidense para denotar un proceso político que no está abierto al escrutinio. 
Además, Blackstone es donde se forjó la nominación presidencial demócrata por el tercer mandato de Franklin Delano Roosevelt en 1940, donde Harry S. Truman se quedó cuando recibió la nominación a la vicepresidencia demócrata en 1944 y donde Dwight D. Eisenhower escuchó la noticia de su primera votación. 1952 Nominación presidencial republicana. En total, los invitados han incluido al menos 12 presidentes de Estados Unidos: Theodore Roosevelt, William Howard Taft, Woodrow Wilson, Warren Harding, Calvin Coolidge, Herbert Hoover, Franklin Roosevelt, Harry Truman, Dwight Eisenhower, John F. Kennedy, Richard Nixon y Jimmy. Carter. Durante la visita de Kennedy se le informó de la crisis de los misiles cubanos.

## Arquitectura
El Blackstone Hotel fue diseñado por el arquitecto Benjamin Marshall, de Marshall and Fox, en 1909. Las fuentes varían en cuanto al estilo preciso en el que Marshall diseñó el edificio. Según la División de Monumentos Históricos del Departamento de Planificación y Desarrollo de la Ciudad de Chicago, el exterior y el interior del hotel se consideran un excelente ejemplo de arquitectura neoclásica de estilo Bellas Artes ; el formulario de nominación para la inclusión del edificio en el Registro Nacional de Lugares Históricos. Clasifica la estructura como claramente del Segundo Imperio. Sin embargo, los dos estilos están relacionados y el Blackstone Hotel muestra elementos de ambas escuelas. El diseño fue influenciado por el viaje de Marshall a París, después del cual completó el hotel. 
El Blackstone es una estructura rectangular de 22 pisos y su marco de acero estructural está revestido en baldosas y yeso ignífugo. En las elevaciones exteriores sur y este (frente) hay una base de un piso de granito rosa, con altas aberturas arqueadas; soporta el eje del edificio con molduras de ladrillo rojo y terracota. Sobre la base de granito hay cuatro pisos de terracota vidriada blanca. Las grandes ventanas del segundo y tercer piso, que alguna vez arrojaron luz natural al vestíbulo, el salón de baile y los restaurantes, se han cubierto en su mayoría para un teatro. La mayor parte del edificio se eleva como un eje de 12 pisos de ladrillo rojo salpicado de marcos de ventanas de terracota blancas; encima de esta sección hay una hilera de cinturón de terracota y dos pisos de ladrillo rojo. Por encima de esto, el diseño original incluía una cornisa de terracota intermedia rematada por una barandilla de hierro fundido. Este ha sido removido y reemplazado con ladrillo rojo y ladrillo vidriado blanco, al ras con el resto del edificio. El techo abuhardillado originalmente estaba decorado con pequeñas agujas alrededor del perímetro y 2 mástiles de bandera muy altos.

## En la cultura popular
Además de sus invitados famosos y sus contribuciones al lenguaje político, Blackstone tiene un lugar en la cultura popular. Entre sus usos en el cine, acogió el banquete en el que Al Capone rompe la cabeza de un invitado con un bate de béisbol en Los intocables de Brian De Palma, una fiesta en The Hudsucker Proxy, y la estadía pre-pool de Tom Cruise en El color del dinero. Además, la serie de televisión de 1996-2000 Early Edition se desarrolló en este edificio, con un hombre (Kyle Chandler) que vive en el hotel y recibe el periódico con un día de anticipación.

## Galería

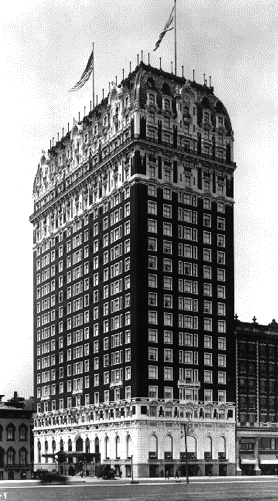
En 1912
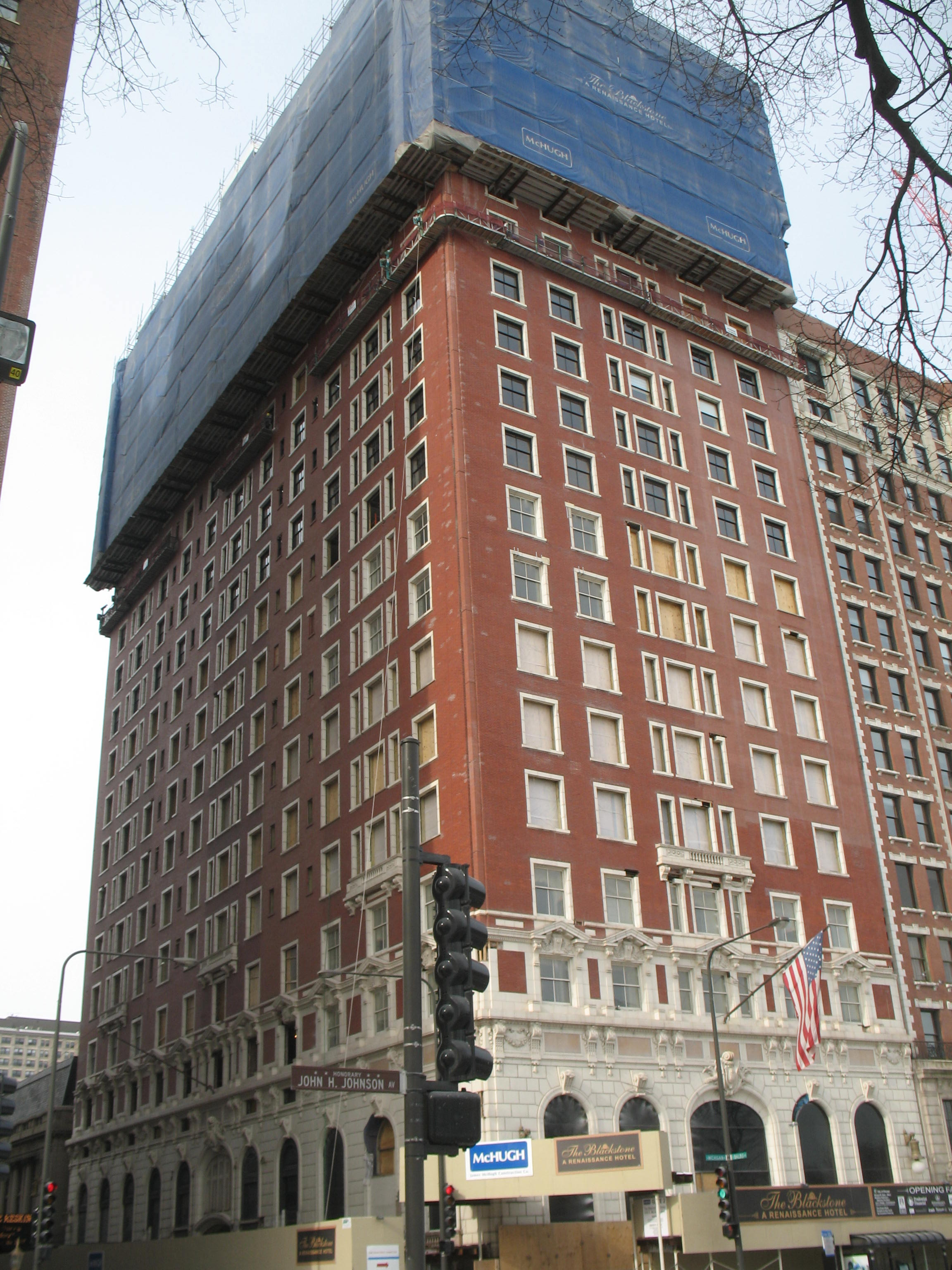
Remodelación de 2007
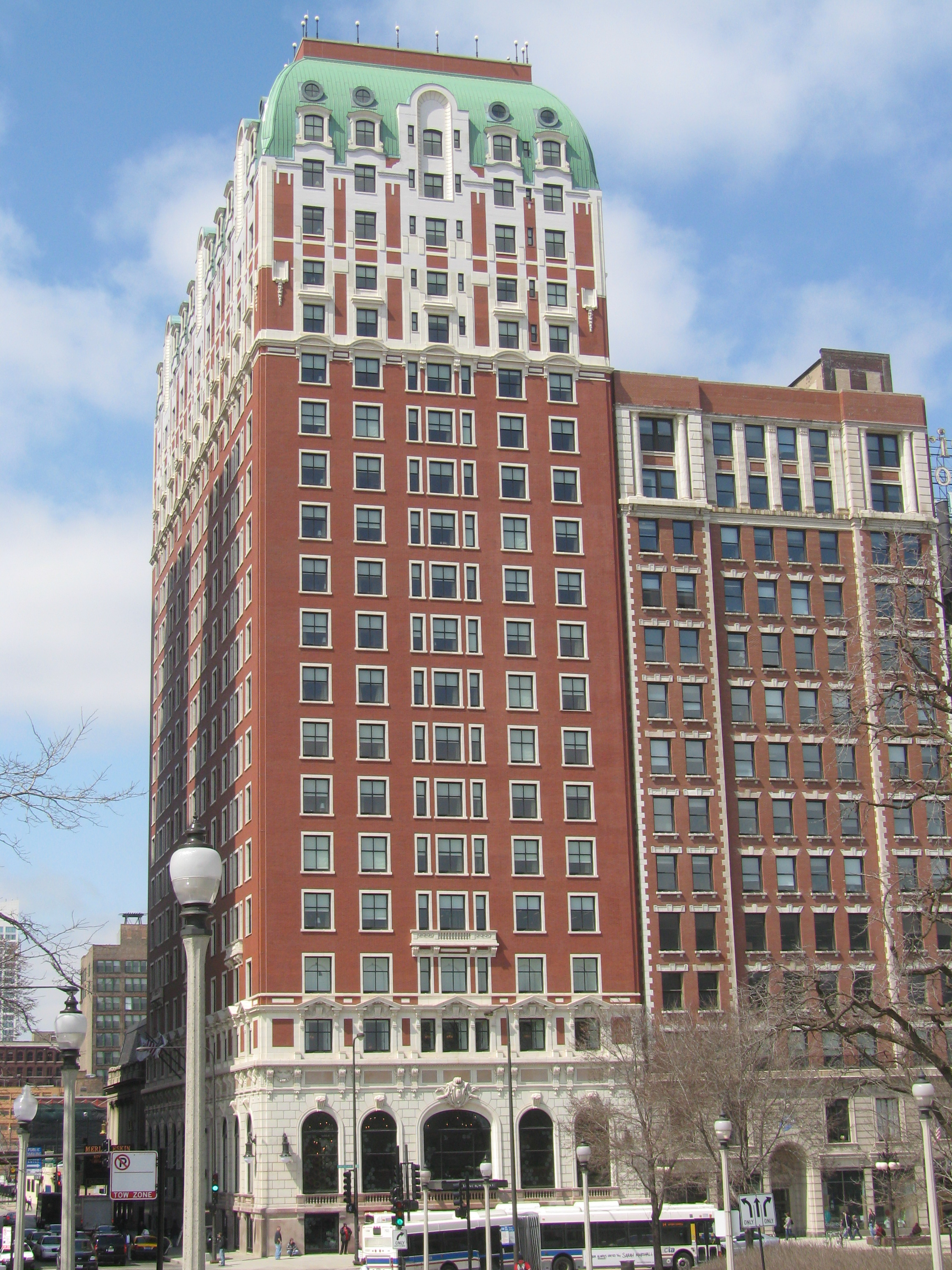
En 2008
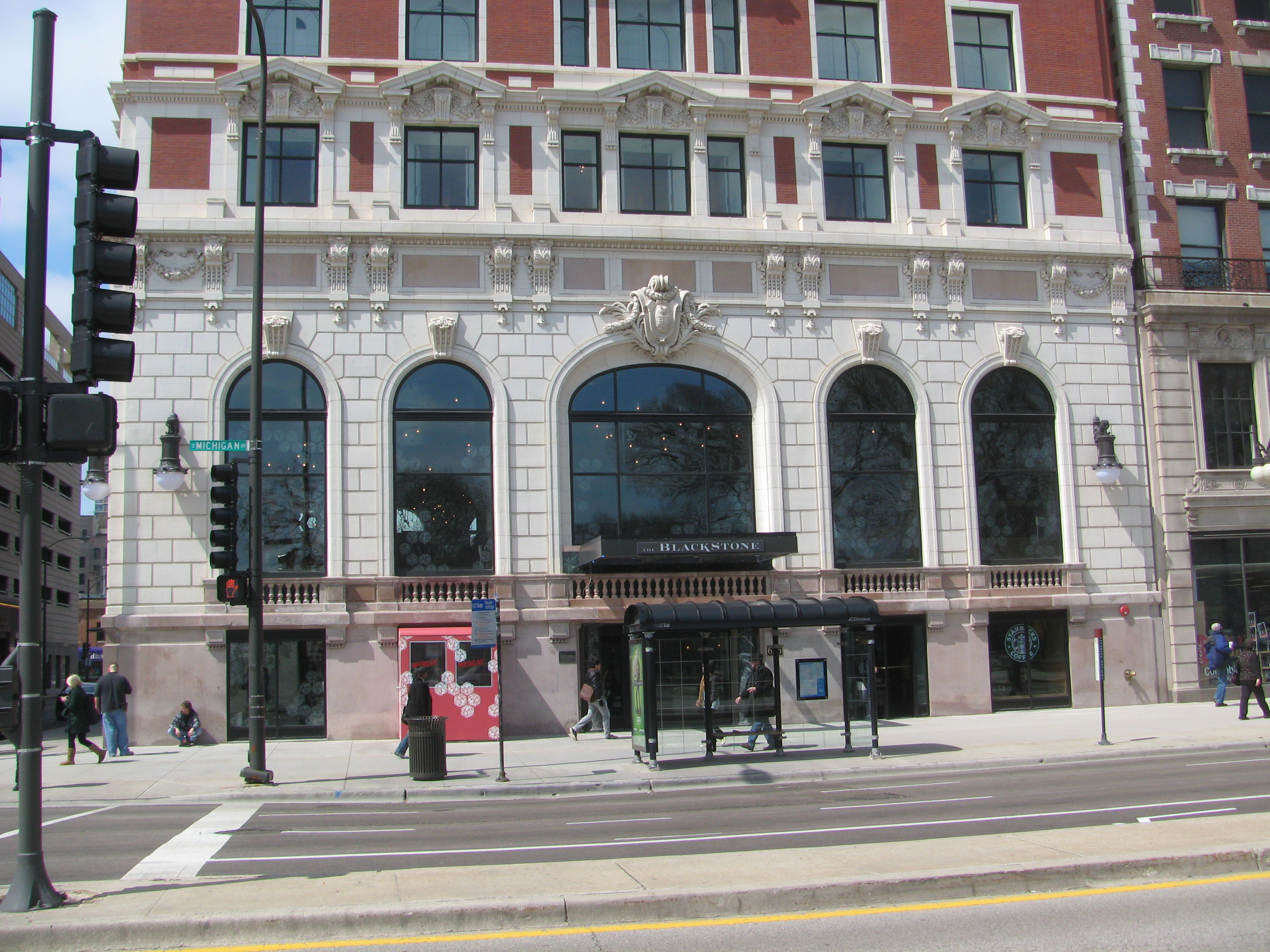
Vista desde la calle
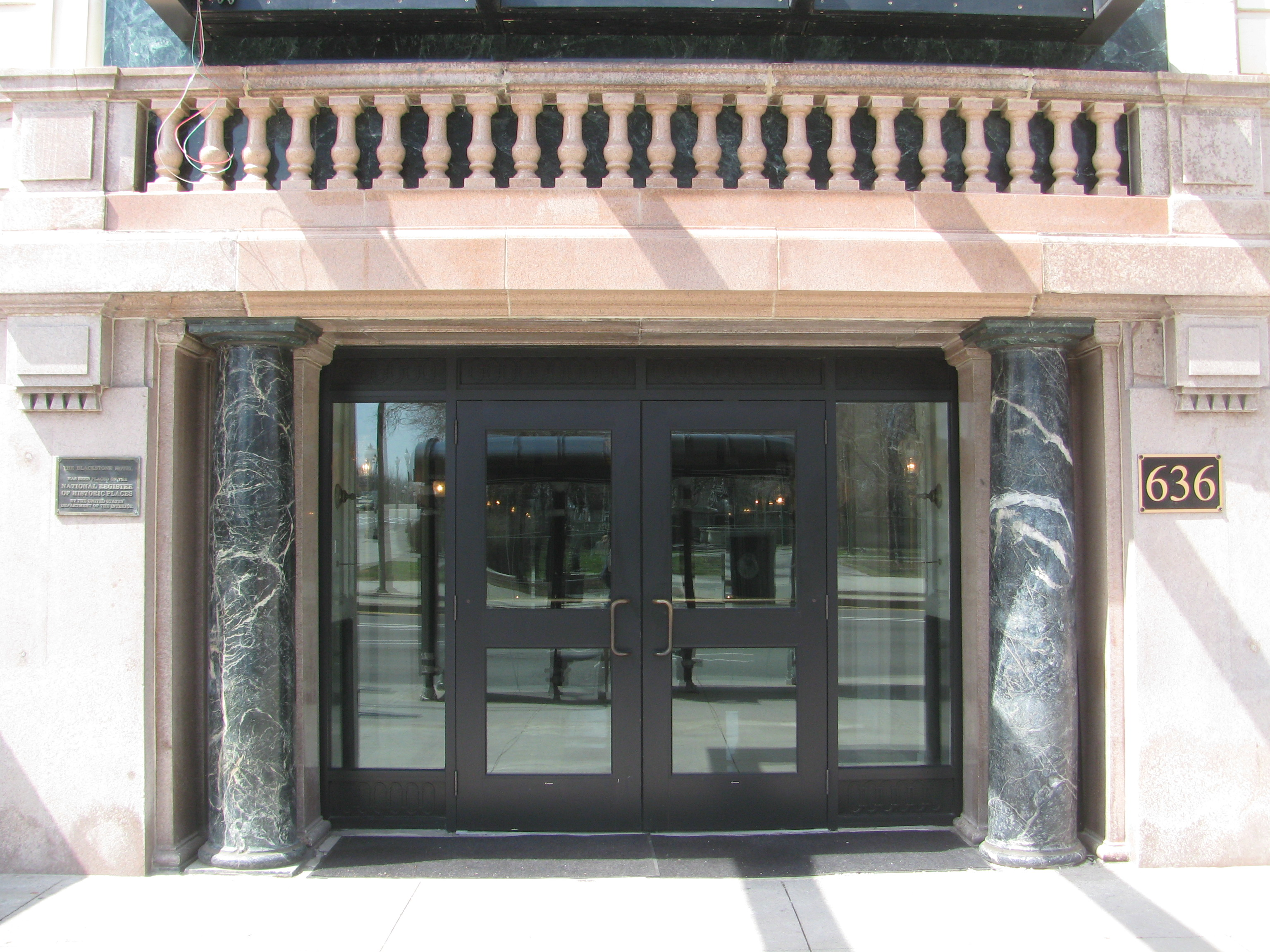
Entrada de la avenida Míchigan